# Château de Baconaille
Le château de Baconaille, ou château de La Baconnaille est situé sur la commune d'Auriat, dans le département de la Creuse, en France.

## Présentation et architecture
Très peu nous est connu et accessible sur ce château du XVIIIe siècle.
Sa chapelle, séparée du reste du corps de logis, est visible depuis la route (chemin rural de Sauviat).
Un corps de ferme fait un « L » avec le logis du château.
Le château est une propriété privée et habitée.